# Бек, Тоур
Тоуроульфюр Бек (исл. Þórólfur «Þór» Beck; 21 января 1940 — 18 декабря 1999), более известный как Тоур Бек — исландский футболист, нападающий.

## Карьера игрока
В 1958 году нападающий начал карьеру игрока в «КР». В том сезоне клуб стал 2 в чемпионате. В 1959 году «КР» выиграл чемпионат Исландии, а Тоур Бек забил 11 голов и стал лучшим бомбардиром турнира. В 1960 году Тоур Бек забил 15 голов в чемпионата и выиграл кубок Исландии. В 1961 году забил 16 мячей и выиграл оба главных футбольных турнира Исландии. В 1961 году он перешёл в шотландский «Сент-Миррен», за который нападающий провёл три сезона в первом дивизионе. В 1964 году Тоур Бек перешёл в «Рейнджерс», в составе которого он одержал победу в кубке шотландской лиги и кубке Шотландии. Бек также играл за футбольные клубы Франции и США. В 1969 году футболист завершил карьеру игрока.

## Сборная Исландии
В 1959 году нападающий сыграл первый матч против Дании. В той же игре нападающий забил первый гол за сборную страны. Тоур Бек сыграл два матча в отборочном турнире чемпионата Европы против Ирландии (2-4,1-1).

## Карьера тренера
В 1970 году Тоур Бек был главным тренером ФК «ИБВ», который по итогам сезона поднялся в высшую лигу

## Достижения
- Чемпион Исландии: 1959, 1961
- Обладатель кубка Исландии: 1960 , 1961
- Обладатель кубка Шотландии: 1966
- Обладатель кубка шотландской лиги: 1965